# Max Pallenberg
Pour les articles homonymes, voir Pallenberg.
Max Pallenberg, né sous le nom de Max Pollack le 18 décembre 1877 à Vienne (Autriche-Hongrie) et mort le 26 juin 1934 à Karlovy Vary (Tchécoslovaquie), est un chanteur, acteur et comédien autrichien.

## Biographie
Bien que la carrière de Pallenberg ait commencé en 1904, ce n'est qu'en 1909 que Max Pallenberg rejoint le Theater an der Wien et (à partir de 1911) le Deutsches Volkstheater de Vienne. Cependant, c'est au Deutsches Theater de Berlin qu'il a laissé une empreinte durable sur la pratique théâtrale allemande. Il y a travaillé avec Max Reinhardt.
Le rôle le plus remarquable de Pallenberg fut dans l'adaptation dramatique d'Erwin Piscator du roman de Jaroslav Hašek, Les Aventures du brave soldat Švejk.
En 1917, il épouse Fritzi Massary qui était l'une des divas des années 1920. En 1933, ils quittent l'Allemagne pour l'Autriche. Un an plus tard, il meurt dans un accident d'avion près de Karlovy Vary (ville dans l'actuelle République tchèque). Il est incinéré au Feuerhalle Simmering à Kaiserebersdorf (Vienne), où ses cendres sont également enterrées.
Pallenberg a également joué dans plusieurs films.

## Théâtre
- 1928 : Topaze, de Marcel Pagnol, au Renaissance-Theater de Berlin, Topaze[2]